# Madia exigua
Madia exigua là một loài thực vật có hoa trong họ Cúc. Loài này được (Sm.) A.Gray mô tả khoa học đầu tiên năm 1872.